# Parafia św. Józefa w Trąbkach
Parafia św. Józefa w Trąbkach – parafia rzymskokatolicka w Trąbkach.
Parafia liczy 3811 wiernych, wchodzi w skład dekanatu garwolińskiego w diecezji siedleckiej. Na cmentarzu parafialnym znajdują się 3 mogiły żołnierzy Wojska Polskiego, którzy polegli w 1939 r. Nie są znane nazwiska poległych.

## Historia
W 1924 r. wydzielono część terytorium z parafii Garwolin. W domu, wypożyczonym przez Ignacego Hordliczkę, właściciela znajdującej się tu huty szkła, urządzono tymczasową kaplicę i utworzona została parafia. Kamień węgielny pod budowę kościoła poświęcił w 1928 r. bp Czesław Sokołowski. Budowę ukończono w 1934 r.; konsekrowany w 1975 r. Styl pseudoromański z elementami eklektyzmu.
Terytorium parafii obejmuje miejscowości: Trąbki, Lipówki, Poschłę, Puznówkę, Wygodę. W Puznówce jest kościół filialny pw. Matki Bożej Fatimskiej.

## Księża pochodzący z parafii
- ks. Zygmunt Proczek MIC
- ks. Wojciech Zadrożny
- ks. Tomasz Zadrożny
- ks. Łukasz Kałaska
- ks. Arkadiusz Bylinka